# もめん家族
『もめん家族』（もめんかぞく）は、1986年3月31日から同年6月27日まで、フジテレビ系列で放送された東海テレビ制作の昼ドラマである。

## 概要
俳優・川谷拓三の半生を妻の視点から描くテレビドラマとして放送された。

## キャスト
- 幸子 - 山口いづみ[1]
- 確三 - 美木良介[1]
- 津島恵子[1]
- 原知佐子
- 小林祐子
- 今福将雄[1]
- 仁科扶紀[1]
- 武見龍磨
- 二階堂千寿[1]
- 下元勉
- 西岡徳馬
- 白石奈緒美
- 沢井孝子
- きたむらあきこ[1]
- 梶野博司[1]
- 川谷拓三（特別出演）[1]

## スタッフ
- 原作 - 川谷克子『わくわく子育て、もめん家族』 [1]
- 演出 - 大西博彦、井村次雄
- 脚本 - 深尾道典[1]

## 主題歌
- 「まごころ」
  - 作詞：荒木とよひさ / 作曲：三木たかし / 編曲：神山純一 / 歌：美木良介
  - レーベル：テイチクレコード（現・テイチクエンタテインメント）